# A Marked Man
A Marked Man er en amerikansk stumfilm fra 1917 af John Ford.

## Medvirkende
- Harry Carey som Cheyenne Harry.
- Molly Malone som Molly Young.
- Harry L. Rattenberry som Grant Young.
- Vester Pegg som Ben Kent.
- Anna Townsend som moren til Harry.